# Xiva (hinduisme)

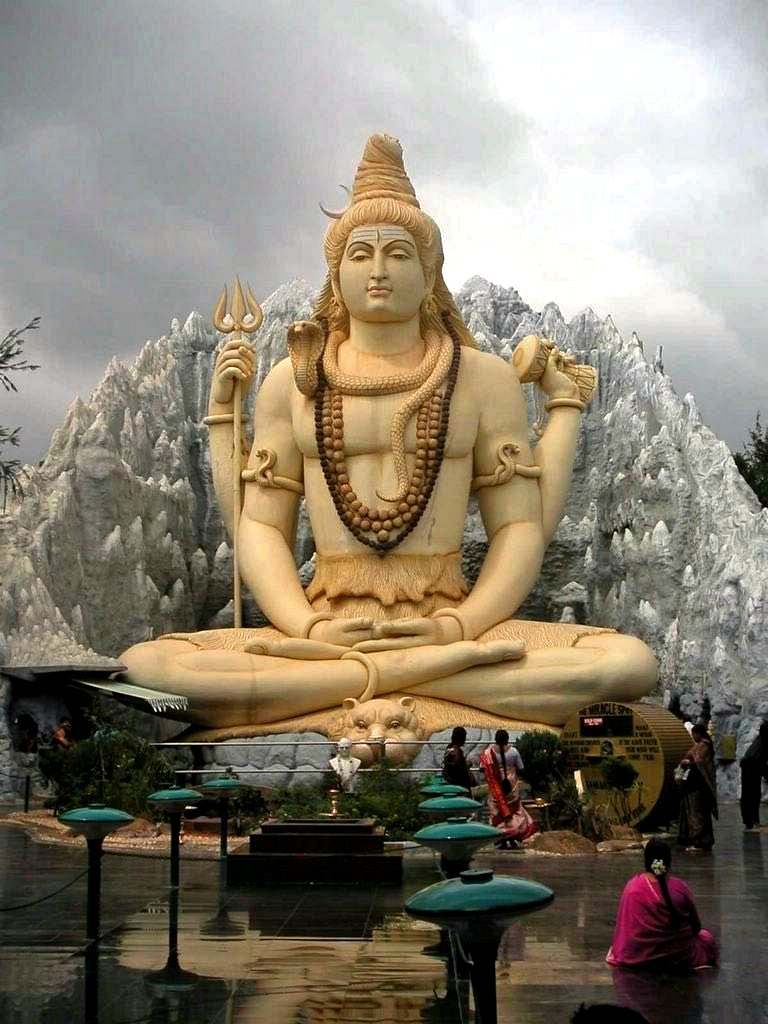
Estàtua de Xiva a Bangalore, Índia

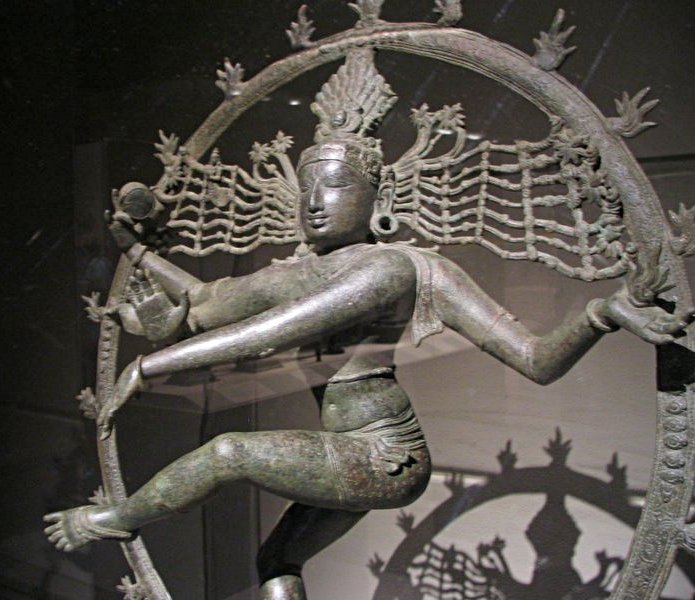
Xiva ballant la dansa còsmica; bronze Chola.

Xiva (en devanagari शिव, Śiva, que significa "el propici") és una de les divinitats més importants de l'hinduisme. És el déu de la mitologia índia que representa el sacrifici. En l'hinduisme clàssic, Xiva constitueix, conjuntament amb Brama (déu creador) i Vixnu (déu preservador), la Trimurti, la trinitat divina. Xiva representa l'aspecte destructor necessari per a la posterior regeneració.
Té tres esposes amb les quals comparteix la vida i poders: Kali, Durga i Parvati.

## Descripcions
Xiva també és descrit com a Anaadi (sense naixement) i com a Ananta (sense mort). Assumeix molts altres papers com el de senyor dels ascetes (Mahadeva).
En la vedisme més antic, l'única divinitat destructora era Rudra ("terrible"). Més tard, però, es tornà normal anomenar-lo Xiva ("auspiciós").
En la seva qualitat de destructor, a vegades se l'anomena Kala ("negre") i se l'identifica amb el temps, tot i que llavors la seva activitat destructiva és assignada a la seva dona, sota el nom de Kali. Com a divinitat de la reproducció, el símbol de Xiva és un fal·lus (el lingam), adorat a tota l'Índia.
Xiva és també adorat com un gran asceta.
La residència de Xiva es troba en el mont Kailāsh. Té dos fills: Ganeix i Skanda (coneguts també com a Karttikeya o Murugan).
Al capítol 69 del Xiva-Purana i en el capítol 17 de l'Anushāsana Parva del Mahabharata es compten 1008 noms de Xiva, essent els més coneguts:
- Hara ("destructor")
- Ixa ("senyor")
- Iswara ("el senyor millor")
- Maha-deva ("gran déu")
- Mahéixvara ("el gran senyor millor")
- Rudra ("terrible")
- Samba
- Sambhú ("donador de la felicitat")
- Sankara ("causant de la felicitat")

## Iconografia
A Xiva se'l representa sovint amb tres ulls, un dels quals enmig del front (per a veure el passat, el present i el futur, les tres divisions del temps). La seva pell és blau-grisosa. Té al damunt del front una lluna en quart creixent que significa la divisió del temps en mesos, una serp al voltant del coll representant la divisió del temps en anys i un collaret de calaveres representant la successiva extinció i generació de les races de la humanitat. Té també diverses serps enroscades als braços, el seu cabell està enrotllat sobre el cap i forma un rodet en punta sobre el front. Damunt d'aquest forat es veu el rebot i materialització del riu Ganges. En una de les seves quatre mans sosté un trishula o trident que simbolitza els tres atributs de Creador, Destructor i Regenerador. També sosté un tambor petit (damaru) amb forma de rellotge de sorra.

### Atributs de Xiva

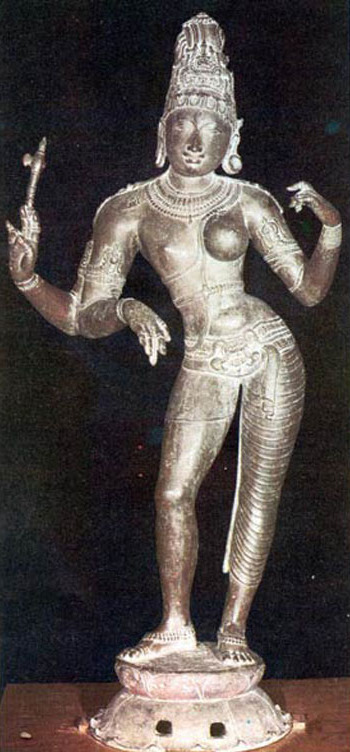
Ardha Narīshuar (ardha: "meitat", nario: "dona", īśwara: "controlador"), aspecte hermafrodita del déu Xiva

- El tercer ull: el tercer ull de Xiva en el seu front és l'ull de la saviesa, conegut com a bindi. És l'ull que veu més enllà del que és evident. En conseqüència a Xiva se'l coneix com a Tri-netri-īshwara ('senyor dels tres ulls'). El tercer ull de Xiva és comunament associat amb la seva energia salvatge que destrueix als malfactors i els pecats.
- El collar de la cobra: el déu Xiva està més enllà dels poders de la mort. Ingerí el verí kalketu per al benestar de l'univers. Per no ser ferit per aquest verí, es diu que la seva consort Pàrvati va lligar una cobra al seu coll. Això va retenir el verí en el seu coll i, per tant, el va tornar blau. D'aquí el seu nom, nila-Kantha ("gola blava"). La perillosa cobra representa la mort, que Xiva ha conquerit completament. Xiva també és conegut com a Nageswara ("senyor de les serps"). Les cobres al voltant del seu coll també representen l'energia adormida i jacent, Kundaliní.
- Mitja lluna: Xiva porta en el seu front la lluna en el seu cinquè dia (panchami). Està ubicada a prop del tercer ull i demostra el poder del Soma (l'ofrena sacrificial, que representa la Lluna). Significa que Xiva posseeix el poder de la procreació juntament amb el poder de la destrucció. La Lluna també és una mesura de temps, per tant també representa el seu control sobre el temps. Xiva aleshores és conegut pels noms de Somasundara (Soma: "déu de la Lluna"; Sundara: "bell") i Chandrashekara (Chandra: "lluna"; śekhara: "corona"). Refereix també al símbol de la seva muntura, un bou.
- Cabell embolicat (Jata): l'oneig del seu cabell el representa com el déu del vent, o Vayu, que és la forma subtil d'alè present en totes les formes vivents. Per tant, és Xiva la línia vital de tots els éssers vius. Ell és també Pashupatinath.
- El Ganges: el més sagrat dels rius sagrats flueix des del cabell de Xiva. El rei Bhagiratha va demanar a la mare Ganga que descendís a aquest planeta per purificar els seus pecats i els dels humans. El Senyor Xiva va oferir el seu cabell embolicat per aturar la seva caiguda des dels planetes celestials. El flux de l'aigua és un dels cinc elements que componen a univers i des del qual la Terra neix. El Ganges també representa fertilitat i l'aspecte creatiu de Rudra.
- El tambor: el so del damaru a la mà de Xiva és l'origen de la paraula universal que dona lloc a tot llenguatge i expressió.
- Vibhuti: es tracta de les tres línies de cendra dibuixades al front i representa l'essència del nostre ser, que roman encara després que els mals (impureses de la ignorància, l'ego i l'acció) i els vasanas (gustos i disgustos, afecció al cos, al món, a la fama, els entreteniments mundans, etc.) han estat cremats en el foc del coneixement. El vibhuti és reverenciat com la forma de Xiva i simbolitza la immortalitat de l'ànima i la glòria manifesta del Senyor.
- Cendra: Xiva cobreix el seu cos amb bhasma (cendra de crematori) que assenyala la filosofia de la vida i la mort i el fet que la mort és la realitat última de la vida.
- Pell de tigre: el tigre és el vehicle de Śakti, la deessa del poder i la força. Xiva està més enllà i per sobre de qualsevol tipus de força. És el senyor de Śakti. La pell de tigre simbolitza la victòria sobre tota força. Assegut sobre aquesta, Xiva demostra que ha conquerit el desig.
- L'elefant i la pell del cérvol: Xiva també es vesteix amb la pell d'un elefant. Els elefants simbolitzen l'orgull. Vestir la seva pell simbolitza la conquesta de l'orgull. De manera similar, el cérvol simbolitza el saltar de la ment, el seu parpelleig. Vestir la pell del cérvol simbolitza que ha controlat la ment a la perfecció.
- Rudraksha: Xiva vesteix bandes en les seves nines de fusta de Rudraksha ("ulls de Rudra"), a la qual se li atribueixen poders medicinals.
- El trident: el trishula simbolitza les tres funcions de la tríada: la creació, el manteniment i la destrucció. El trident a la mà de Xiva indica que tots els tres aspectes estan sota el seu control. Es diu que l'antiga ciutat de Kashi (actual Benarés), queda just per sobre del trishul. El trident representa l'instrument de càstig al malfactor en els tres plans: espiritual, mental i físic. Una altra interpretació del trident és que representa el passat, el present i el futur. El trident a la mà de Rudra indica el seu control sobre el temps.

## Altres formes i tradicions
Adi Xankara interpreta el nom de Xiva com "pur" o "aquell que purifica a tots mitjançant la menció del seu nom". Així doncs, Xiva no és afectat pels tres guna ("característiques") del prakriti ("matèria"): sattvà ("bondat"), rajas ("passió") i  tamas ("foscor"). Addicionalment, Xiva també significa "favorable".
Sovint es representa com l'espòs d'Uma o Pàrvati. En el procés de manifestació, Xiva és la consciència primitiva i crea als altres membres del trimurti. És simbolitzat per la saviesa de la serp.
Xiva va donar la seva destral (paraśu) a Paraixu Rama, un avatar de Vixnu i deixeble de Datàttreya (encarnació combinada de Brahma, Vixnu i Xiva). El gran arc de Xiva s'anomena Pinaka i, per tant, ell és anomenat Pinaki.
També és conegut per haver lliurat a Pandava Arjun l'arma divina paixupata, sota la condició d'utilitzar-la únicament contra algú de forces iguals. Sinó l'arma haurà de destruir el regne mortal.
Segons els adoradors de la deessa Kali, aquesta va néixer quan Xiva va mirar dins de si mateix. Ella és considerada com el seu reflex, la divina Adi-Shakti o energia primordial, mentre que Xiva és la realitat última de la felicitat i l'èxtasi i tot es completa en ell. Xiva està més enllà de la descripció, de la manifestació, limitació de la forma, temps o espai. És etern, infinit i sempre roman, tot ho coneix i és omnipotent. En una altra versió, Kali va anar a destruir els asures que atacaven Swargaloka, però es va omplir d'ira. Per calmar-la, Xiva es va estirar a terra al seu pas. Quan ella el va trepitjar i es va adonar de a qui havia trepitjat, donant compte de les seves accions i, avergonyida pels seus actes, es va mossegar la llengua.
Com Natarajan ("rei del ball"), Xiva simbolitza el ball de l'univers, amb tots els seus cossos celestials i lleis naturals complementant i balancejant-se de l'un a l'altre. De vegades, també se simbolitza fent la seva dansa de la destrucció, tandava, en el moment del pralaya (dissolució de l'univers, al final de cada kalpa).
Alguns hindús, especialment els smart (seguidors de les regulacions smriti ), creuen que Xiva és una de les moltes formes del Atman o Brahma. En canvi els xivaïtes el veuen com el veritable Déu del qual totes les altres deïtats emanen. Aquesta visió està normalment relacionada amb els grups Bhakti ("devoció") del xivaisme.
Tot i que està definit com el destructor en el seu aspecte Rudra, el Senyor Xiva és el Déu més benèvol. Un dels seus noms és Ashutosh, aquell a qui és fàcil complaure (Asu: "ràpid", tosha: "satisfacció"). Els seus devots creuen que el Senyor Xiva pot donar moltes benediccions (tant materials com espirituals) a canvi de poc.
Segons els Purānas que el van glorificar a ell per sobre d'altres déus, Xiva és el Senyor Suprem que Rama (encarnació de Vixnú) va adorar a Rameixwaram.
També Krixna (encarnació de Vixnú) el va adorar per poder tenir un fill que fos un guerrer invicte. El bon Senyor Xiva va respondre les pregàries de Krixna i el va beneir amb un fill. Krixna va anomenar a aquest fill Samba, en honor de Xiva.
Una altra encarnació de Xiva és el savi Durvasa.

### Més enllà del subcontinent indi i de l'hinduisme

#### Indonèsia

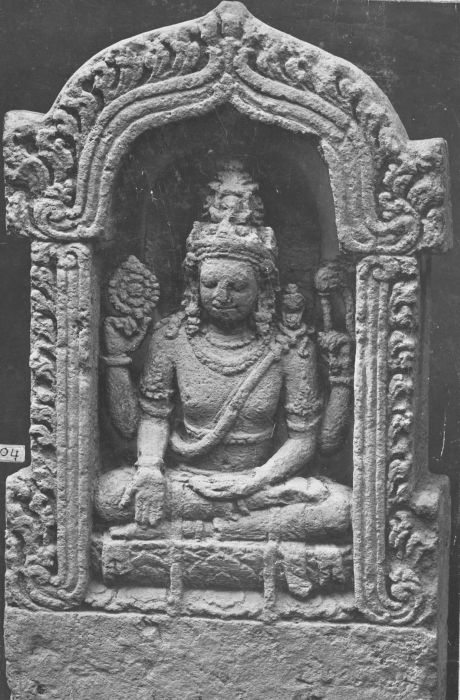
Escultura de Xiva, altiplà de Dieng a Java, Indonèsia

En el xaivisme indonesi, el nom popular de Xiva ha estat Batara Guru, que deriva del sànscrit Bhattāraka que significa "noble senyor". Es conceptualitza com un mestre espiritual amable, el primer de tots els gurus dels textos hindús indonèsia, reflectint l'aspecte Dakshinamurti de Xiva al subcontinent indi. Tanmateix, el Batara Guru té més aspectes que el Xiva indi, ja que els hindús d'Indonèsia van barrejar els seus esperits i herois amb ell. L'esposa de Batara Guru al sud-est asiàtic és la mateixa deïtat hindú Durga, que ha estat popular des de l'antiguitat, i ella també té un caràcter complex amb manifestacions benèvoles i ferotges, cadascuna es visualitza amb diferents noms com Uma, Sri, Kali i altres. En contrast amb els textos religiosos hindús, ja siguin Vedas o Puranes, als llibres de titelles javanesos (wayang), Batara Guru és el rei dels déus que regula i crea el sistema mundial. En el llibre clàssic que es fa servir com a referència per als titellaires, es diu que Sanghyang Manikmaya o Batara Guru va ser creat a partir d'una llum brillant de Sang Hyang Tunggal, juntament amb la llum negra que és l'origen d'Ismaya. Xiva ha estat anomenat Sadāśiva, Paramasiva, Mahādeva en formes benèvoles, i Kāla, Bhairava, Mahākāla en les seves formes ferotges.
Els textos hindús d'Indonèsia presenten la mateixa diversitat filosòfica de tradicions xaivites que es troben al subcontinent indi. Tanmateix, entre els textos que han sobreviscut fins a l'època contemporània, els més comuns són els de Shaiva Siddhanta (localment també anomenat Siwa Siddhanta, Sridanta).
Durant el període preislàmic a l'illa de Java, el xaivisme i el budisme eren considerats religions molt properes i afins, encara que no religions idèntiques. La literatura indonèsia de l'època medieval equipara Buda amb Siwa (Xiva) i Janardana (Vixnu). Aquesta tradició continua a la Bali predominantment hindú a Indonèsia a l'era moderna, on Buda es considera el germà petit de Xiva.

#### Àsia central
El culte de Xiva es va fer popular a l'Àsia central gràcies a la influència de l'Imperi heftalita i l'Imperi Kuixan. El xaivisme també va ser popular a Sogdiana i al Regne de Khotan com es troba a la pintura mural de Penjikent al riu Zervashan. En aquesta representació, Xiva és representat amb un halo sagrat i un fil sagrat (Yajnopavita). Va vestit amb pell de tigre mentre els seus assistents porten vestits de Sogdian. Un panell de Dandan Oilik mostra a Xiva en la seva forma Trimurti amb Shakti agenollada a la cuixa dreta. Un altre lloc al desert de Takla Makan el representa amb quatre cames, assegut de cames creuades sobre un seient encoixinat recolzat per dos toros. També cal assenyalar que el déu del vent zoroastrià Vayu-Vata va prendre l'aspecte iconogràfic de Xiva.

### Sikhisme
El Japuji Sahib del Guru Granth Sahib Ji diu: «El Guru és Xiva, el Guru es Vixnu i Brahma; el Guru és Paarvati i Lakhshmi». En el mateix capítol, també diu: «Xiva parla, i els Siddhas escolten». A Dasam Granth, Guru Gobind Singh Ji ha esmentat dos avatars de Rudra: Dattatreya Avatar i Parasnath Avatar.

### Budisme

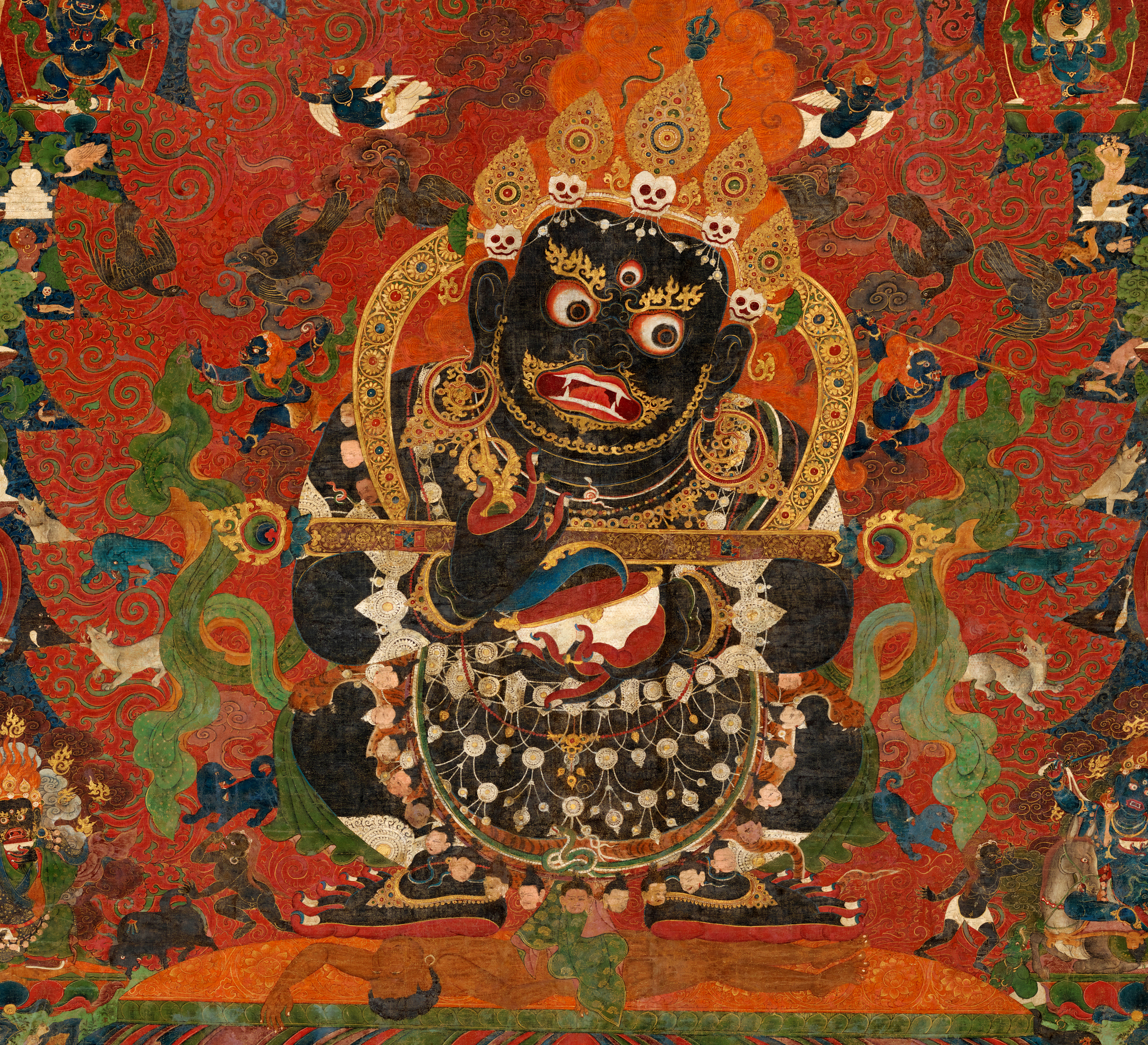
Mahakala, c. 1500 CE Thangka tibetà

Xiva és esmentat als tantres budistes i adorat com la deïtat ferotge Mahākāla al Vajrayana, l'esotèric xinès i el budisme tibetà. A les cosmologies dels tantres budistes Xiva es representa com a passiu, sent Shakti la seva contrapart activa: Xiva com Prajna i Shakti com Upāya.
En el budisme mahayana, Xiva es representa com Maheshvara, un deva que viu a Akanishta Devaloka. En el budisme Theravada, Xiva es representa com Ishana, un deva que resideix al sisè cel de Kamadhatu juntament amb Sakra Indra. En el budisme Vajrayana, Xiva es representa com Mahakala, un dharma que protegeix el Bodhisattva. En la majoria de les formes de budisme, la posició de Xiva és menor que la de Mahabrahma o Sakra Indra. En els textos budistes Mahayana, Xiva (Maheshvara) es converteix en un Buda anomenat Bhasmeshvara Buda ('Buda de les cendres').
A la Xina i Taiwan, Xiva, més coneguda allà com a Maheśvara (xinès : 大自在天; pinyin : Dàzìzàitiān; o xinès: 摩醯首羅天pinyin : Móxīshǒuluótiān) és considerat un dels vint devas (xinès : 偫躌天: 躌, pinyin: Èrshí Zhūtiān) o els vint-i-quatre Devas (xinès: 二十四諸天, pinyin: Èrshísì zhūtiān) que són un grup de dharmapalas que es manifesten per protegir el dharma budista. Les estàtues d'ell són sovint consagrats a les sales Mahavira dels temples budistes xinesos juntament amb els altres devas. A més, també és considerat com una de les trenta-tres manifestacions d'Avalokiteshvara al Sutra del Lotus. En la cosmologia budista mahayana, Maheśvara resideix a Akaniṣṭha, el més alt dels Śuddhāvāsa ('Moudes pures') on neixen els Anāgāmi ('No retornats') que ja estan en el camí cap a l'Arhat i que aconseguiran la il·luminació.
Daikokuten, un dels Set Déus de la Fortuna del Japó, es considera que va evolucionar a partir de Xiva.El déu gaudeix d'una posició exaltada com a divinitat domèstica al Japó i és adorat com el déu de la riquesa i la fortuna. El nom és l'equivalent japonès de Mahākāla, el nom budista de Xiva.
- Daikokuten és una deïtat de fusió Xiva-Ōkuninushi al Japó[25]
- Acala és una ferotge adaptació de Xiva tant a la Xina com al Japó[26]
- Estàtua de Shiva representada com un Budista xinès Deva al Mont Putuo Guanyin Dharma Realm a Zhejiang, Xina

## En la cultura contemporània
Pel·lícules populars són la pel·lícula en gujarati Har Har Mahadev, la pel·lícula kannada Gange Gowri i llibres coneguts són Shiva Trilogy d' Amish Tripathi, que ha venut més d'un milió de còpies. A la televisió, Devon Ke Dev... Mahadev, una sèrie de televisió sobre Shiva al canal Life OK va ser un dels programes més vistos en la seva màxima popularitat. Una sèrie de televisió dels anys 90 de DD National titulada Om Namah Shivay també es va basar en llegendes de Shiva.
Els videojocs populars amb Shiva són la sèrie Shin Megami Tensei i especialment Smite. El déu també es representa com la mascota dels Washington Commanders a la popular sèrie d'animació Gridiron Heights.

## Xivaisme
Els devots de Xiva són anomenats xivaïtes (sànscrit शैव धर्म, śaiva dharma). Formen amb el vixnuisme i el xactisme una de les tres branques de l'hinduisme. Els xivaïtes consideren Xiva com el déu suprem i la representació de la realitat última.
Les escriptures dels xivaïtes diuen que amb la mirada del tercer ull crema l'univers, inclosos Brama i Vixnu, i es refrega les cendres mortuòries per tot el cos. Per això els adoradors de Xiva es cobreixen de cendra.